# Eugene McManus
Eugene McManus (Whiteabbey, 28 de junio de 1972 es un expiloto de motociclismo británico, que compitió en el Campeonato del Mundo de Motociclismo entre 1994 y 1996.

## Carrera
En 1993 partecipa en el Campeonato Europeo de Motociclismo de 250cc a bordo de una Aprilia acabando en la posición 24.º de la general.
El año siguiente participa nuevamente en el campeonato europeo, sin cambiar de cilindrada pero cambiando a Yamaha y acabando en la posición 25.º de la general. Ese mismo año se le da la oportunidad de debutar en el Mundial gracias a una wild card para participar en el GP de Gran Bretaña de 250cc y acaba en la 20.º posición.
En el Mundial de 1995 participa en 13 Grandes Premios, esta vez en 500cc con una Harris Yamaha.Esa temporada suma un punto y se clasifica en la posición 30 de la general del medio litro. Finaliza su carrera en 1996 con una Yamaha YZR 500 del equipo Millar Racing, clasificándose en la posición 24.º de la general.

## Resultados en el Campeonato del Mundo
Sistema de puntuación desde 1993 en adelante:
| Posición | 1  | 2  | 3  | 4  | 5  | 6  | 7 | 8 | 9 | 10 | 11 | 12 | 13 | 14 | 15 |
| Puntos   | 25 | 20 | 16 | 13 | 11 | 10 | 9 | 8 | 7 | 6  | 5  | 4  | 3  | 2  | 1  |

(Carreras en negrita indica pole position; carreras en cursiva indica vuelta rápida)
| Año  | Clase | Moto          | 1       | 2       | 3      | 4      | 5      | 6       | 7       | 8       | 9      | 10     | 11     | 12     | 13      | 14      | 15      | Pts | Pos  |
| ---- | ----- | ------------- | ------- | ------- | ------ | ------ | ------ | ------- | ------- | ------- | ------ | ------ | ------ | ------ | ------- | ------- | ------- | --- | ---- |
| 1994 | 250cc | Yamaha        | AUS -   | MAL -   | JPN -  | ESP -  | AUT -  | GER -   | NED -   | ITA -   | FRA -  | GBR 20 | CZE -  | USA -  | ARG -   | EUR -   |         | 0   | -    |
| 1995 | 500cc | Harris Yamaha | AUS 21  | MAL Ret | JPN 21 | ESP 14 | GER 21 | ITA Ret | NED 16  | FRA Ret | GBR 14 | CZE 19 | BRA 18 | ARG 18 | EUR 18  |         |         | 4   | 30.º |
| 1996 | 500cc | Yamaha        | MAL Ret | INA Ret | JPN 16 | ESP 16 | ITA 18 | FRA 12  | NED Ret | GER 15  | GBR 17 | AUT 19 | CZE 18 | IMO 15 | CAT Ret | BRA Ret | AUS Ret | 6   | 24.º |